# Alla prima
Alla prima (italienska, ungefär 'först', 'direkt') är en målningsmetod, huvudsakligen inom oljemåleri, där färgen läggs på i en omgång utan mellantorkningar. Metoden kallas även vått i vått.
En målning alla prima, som kan få en utomordentlig friskhet, är i allmänhet en hastigt utförd studie. Dock kan målningssättet i fråga även förekomma i mera omständligt analyserande fläckföredrag, som hos Carl Wilhelmson.
Då en stilren akvarell alltid måste vara utförd alla prima, används uttrycket knappast på detta område.